# 斯科特·特里梅因
斯科特·邓肯·特里梅因（英語：Scott Duncan Tremaine，1950年3月25日—），加拿大天体物理学家，英国皇家学会会士，加拿大皇家学会 会士，美国国家科学院院士。特里梅因对太阳系和银河系动力学理论做出了重要贡献。小行星3806 特里梅因以他的名字命名。特里梅因还提出了“柯伊伯带”这一名词。

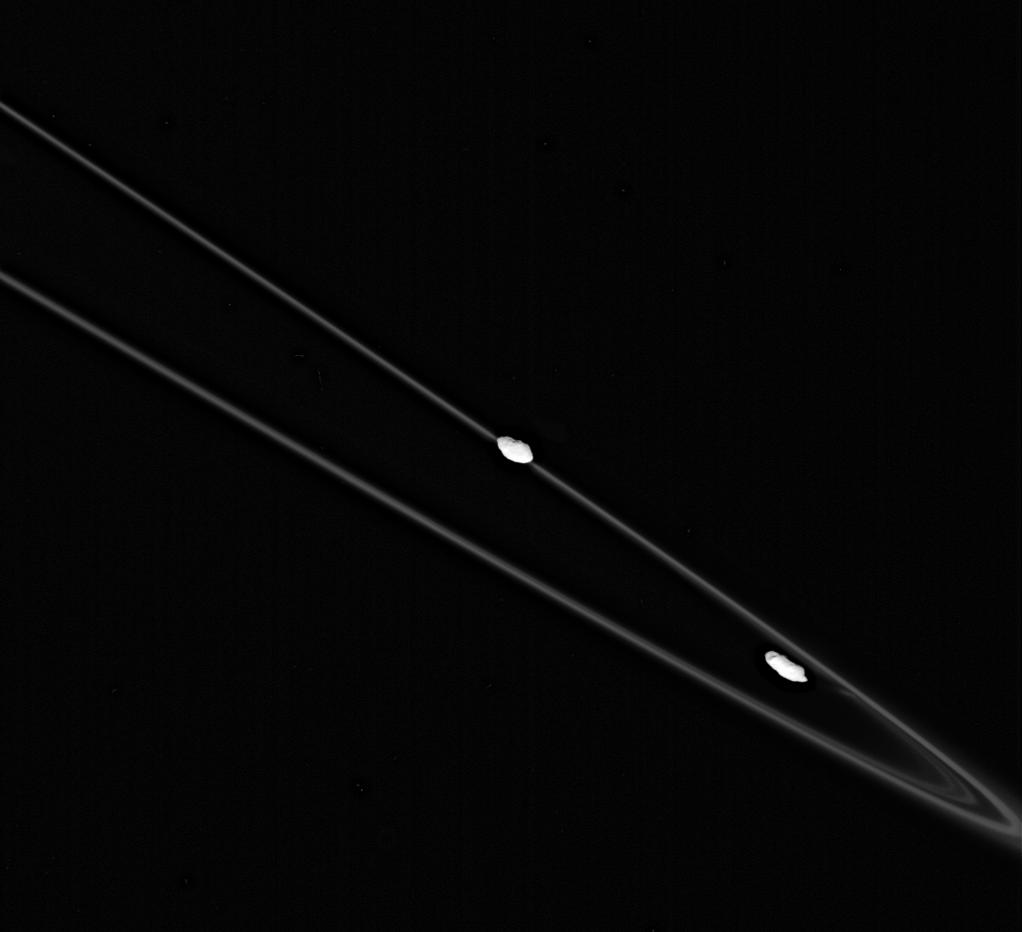
潘多拉和普罗米修斯导致了土星的F环